# Toline (Pisogne)
Toline è una frazione  del comune di Pisogne, in bassa Val Camonica, provincia di Brescia.

## Storia
I vicini di Toline nel XIV secolo pagavano le decima ai Federici di Erbanno. Il 16 luglio 1713 un'inondazione minacciò il paese, ma passò indenne e sorsero numerosi ex voto a San Rocco, Sebastiano, Defendente, Pantaleone e Madonna del Carmine.

## Curiosità
Gli scutüm sono nei dialetti camuni dei soprannomi o nomiglioli, a volte personali, altre indicanti tratti caratteristici di una comunità. Quello che contraddistingue gli abitanti di Toline è Pèla fich.